# Brian Skyrms

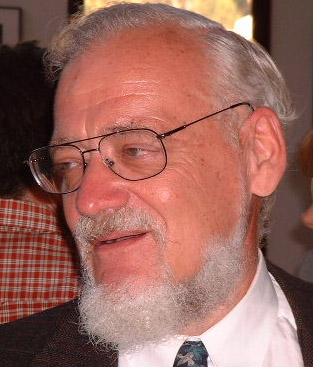
BrianSkyrms

Brian Skyrms (* 1938) ist ein US-amerikanischer Philosoph, der zugleich Professor an der University of California, Irvine und der Stanford University ist. 2000/01 amtierte er als Präsident der American Philosophical Association (APA), Pacific Division.
Skyrms machte zwei Bachelor-Abschlüsse an der Lehigh University, 1960 mit dem Hauptfach Wirtschaftswissenschaft und 1961 mit dem Haupttach Philosophie. 1962 folgte ein Master-Abschluss an der University of Pittsburgh (Philosophie), wo er 1964 zum Ph.D. promoviert wurde. Nach Stationen als Assistenz- und Associateprofessor an verschiedenen US-Hochschulen wurde er 1980 Professor an der University of California, Irvine und 2007 Professor an der Stanford University.
Skyrms wurde 1994 in die American Academy of Arts and Sciences gewählt, 1999 in die National Academy of Sciences. Im gleichen Jahr erhielt er den Lakatos Award.
Er interessiert sich für induktive Logik, Entscheidungstheorie, rationale Überlegungen, die Metaphysik des logischen Atomismus, Kausalität und Wahrheit.

## Schriften (Auswahl)
- Evolution of the social contract. Zweite Auflage, Cambridge University Press, Cambridge.2014. ISBN 9781107077287.
- Social dynamics. Oxford University Press, Oxford 2014. ISBN 9780199652839.
- From Zeno to arbitrage. Essays on quantity, coherence, and induction. Oxford University Press, Oxford 2012. ISBN 9780199652808.
- Signals. Evolution, learning, & information. Oxford University Press, Oxford / New York 2010. ISBN 9780199580828.
- The stag hunt and the evolution of social structure. Cambridge University Press, Cambridge (UK) / New York 2004. ISBN 0521826519.
- Choice and chance. An introduction to inductive logic. 4. Auflage, Wadsworth/Thomson Learning, Australia/Belmont 2000. ISBN 0534557376.
- mit Bas C. van Fraassen & Wolfgang Spohn (Hrsg.): Existence and Explanation: Essays presented in Honor of Karel Lambert. Kluwer, Dordrecht, 1991, ISBN 0-7923-1252-X.
- Pragmatics and empiricism. Yale University Press, New Haven 1984. ISBN 0300031742.